# I’m a Ruin
«I’m a Ruin» — песня валлийской певицы и автора песен Марины Диамандис. Релиз состоялся 27 января 2015 года в качестве третьего сингла альбома Froot. В ходе премьеры песни на радио BBC Radio 1 ведущий Хью Стефенс объявил, что песня будет выпущена в Великобритании 22 марта 2015 года. «I’m a Ruin» была тепло встречена критиками, которые положительно оценили производство и содержание песни, а также вокал Диамандис.

## Запись и выпуск
Как и другие песни альбома, текст «I’m a Ruin» был написан Диамандис самостоятельно. Многие песни Froot, включая «I’m a Ruin», основываются на личном опыте певицы — расставании и оставшемся чувстве вины из-за боли, причиненной другим. Марина говорила: «[отказывать другому] настолько же тяжело, как и оказываться отвергнутой или брошенной».
Музыка «I’m a Ruin» сочетает «отдалённые намёки на диско» с партиями на синтезаторе в припеве. Запись велась совместно с лайв-группой, а продюсерами выступили Дэвид Костэн и сама Диамандис.
Песня была опубликована певицей 27 января 2015 года в качестве сингла в поддержку альбома Froot. 29 января «I’m a Ruin» была выпущена на семидюймовой грампластинке вместе с «Immortal». Впервые Диамандис выступила с песней в программе Хью Стефенса на радио BBC Radio 1.

### Музыкальное видео

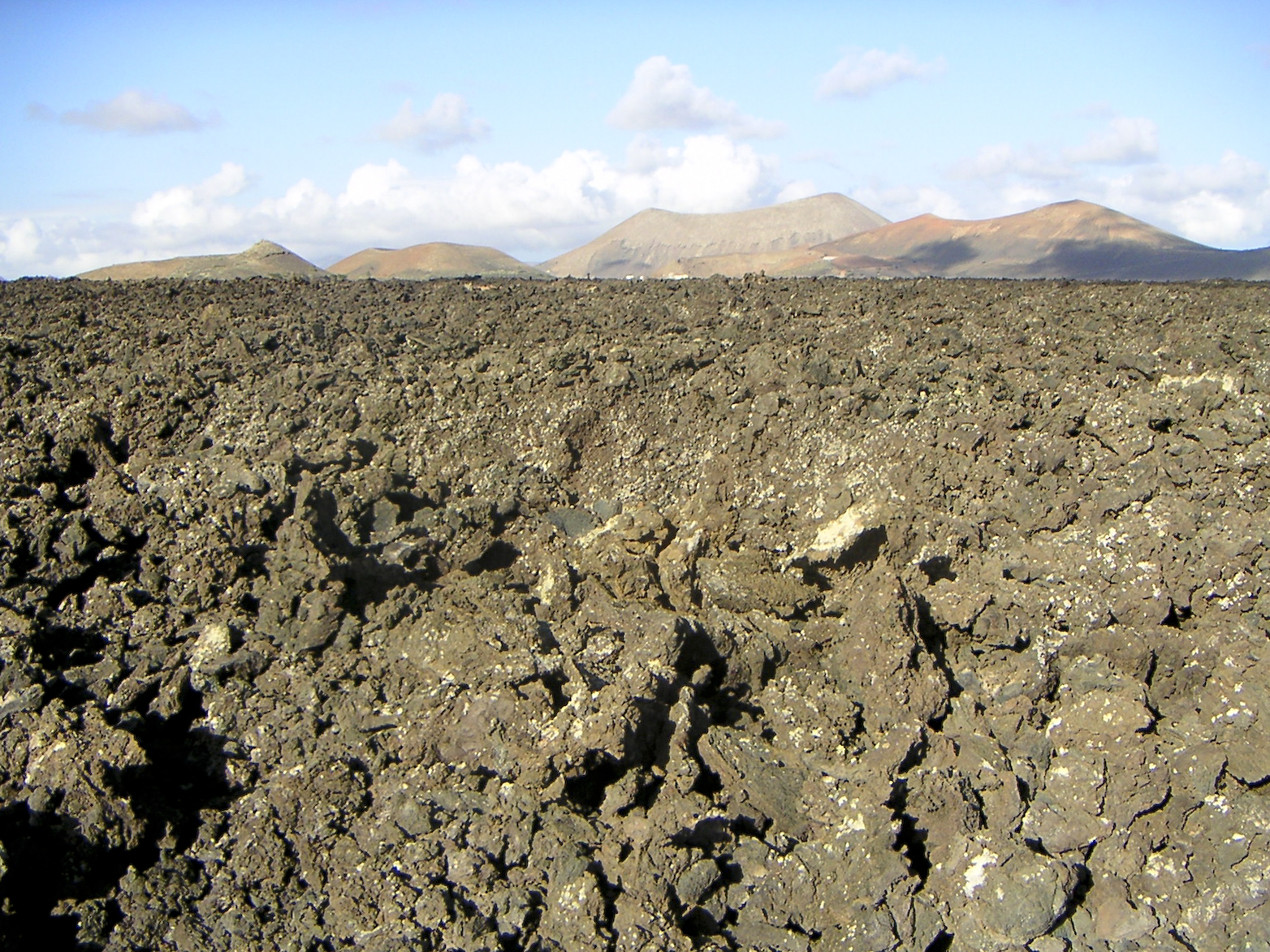
Остров Лансароте — место съёмок музыкального видео на песню

Премьера «I’m a Ruin» состоялась на YouTube на канале Диамандис 27 января 2015 года. В опубликованном 27 января 2015 года видео на чёрном фоне изображаются звёзды, анимированные фрукты и космические объекты. В тот же день хештег #imaruin, сопровождающий выход сингла, занял первое место в мире по популярности в твиттере.
Премьера клипа состоялась 3 февраля 2015 года на канале Noisey на YouTube. Видео было снято в конце января 2015 года на острове Лансароте. Режиссёром выступил Маркус Лундквист. По сюжету Диамандис танцует в длинном плаще в каменистой пустыне. Затем она погружается в воду, где её повсюду окружают медузы. Семнадцать дней спустя состоялась премьера акустического видео на сайте Elle. Режиссёром видео выступил Пол Кэслин, который также снял музыкальное видео на песню Диамандис «Immortal».

## Мнения критиков
Песня была положительно встречена критиками. Рецензент журнала DIY Джейме Милтон написал, что «I’m a Ruin» начинается «несчастно и безрадостно», прерываясь энергичным припевом. Джо Риверс из Clash Magazine отозвался о сингле более сдержано, отметив, что «I’m a Ruin» может дать настоящий мастер-класс по написанию текста. В обзоре Allmusic от Матта Коллара говорится, что Froot хотя и перенимает многие элементы жизнерадостного Electra Heart, является более серьёзным по настроению, а «мрачный» сингл «I’m a Ruin», по мнению критика, отсылает к шотландской певице Энни Леннокс. Лоуренс Дей из The Line of Best Fit в своей рецензии заявил, что «I’m a Ruin» можно назвать изюминкой альбома, а также добавил, что «[„I’m a Ruin“] полон мерцающего неоном очарования [и] еле осязаемого изящества», а также имеет «неимоверно сильно цепляющий припев».

## Список композиций
| №  | Название                  | Автор(ы)         | Продюсер(ы)                    | Длительность |
| -- | ------------------------- | ---------------- | ------------------------------ | ------------ |
| 1. | «Immortal» (Сторона A1)   | Марина Диамандис | Дэвид Костэн, Марина Диамандис | 5:20         |
| 2. | «I'm a Ruin» (Сторона A2) | Диамандис        | Дэвид Костэн, Марина Диамандис | 4:32         |

| №  | Название     | Автор(ы)         | Продюсер(ы)                    | Длительность |
| -- | ------------ | ---------------- | ------------------------------ | ------------ |
| 1. | «I'm a Ruin» | Марина Диамандис | Дэвид Костэн, Марина Диамандис | 4:32         |

| №  | Название     | Автор(ы)         | Продюсер(ы)                    | Длительность |
| -- | ------------ | ---------------- | ------------------------------ | ------------ |
| 1. | «I'm a Ruin» | Марина Диамандис | Дэвид Костэн, Марина Диамандис | 4:32         |

| №  | Название     | Автор(ы)         | Продюсер(ы)                    | Длительность |
| -- | ------------ | ---------------- | ------------------------------ | ------------ |
| 1. | «I'm a Ruin» | Марина Диамандис | Дэвид Костэн, Марина Диамандис | 4:32         |

## Участники записи
Данные взяты с сайта Discogs

| - Марина Диамандис — автор, композитор, вокал, клавишные, бэк-вокал - Дэвид Костэн — продюсер, клавишные, перкуссия - Джереми Притчард — бас - Джейсон Купер — барабаны | - Александр Робертшев — гитара - Левис Хопкин — мастеринг - Мо Хэуслер — дополнительный инженер - Уэс Кларк — микширование; дополнительное программирование |  |

## Чарты
| Чарт (2015)    | Высшая позиция |
| -------------- | -------------- |
| Великобритания | 169            |

## История релиза
| Регион         | Дата           | Формат                           | Лейбл                       | П.     |
| -------------- | -------------- | -------------------------------- | --------------------------- | ------ |
| Земля          | 2 февраля 2015 | Цифровая дистрибуция (предзаказ) | Atlantic Records, Neon Gold | [ 20 ] |
| Великобритания | 22 марта 2015  | Цифровая дистрибуция (сингл)     | Atlantic Records, Neon Gold | [ 20 ] |